# Honkbal Play-Offs 2006
De Play-Offs van de Honkbal hoofdklasse 2006 startten op zaterdag 9 september 2006 en duurden tot zondag 17 september 2006. Aan deze Play-Offs deden Corendon Kinheim, DOOR Neptunus, Konica Minolta Pioniers en ADO mee. De ploeg die als eerste 3 overwinningen had, ging door naar de Holland Series, die op donderdag 21 september 2006 begon.

## Uitslagen
| Datum             | Thuis                   | Uitslag | Uit                     |
| ----------------- | ----------------------- | ------- | ----------------------- |
| 9 september 2006  | Corendon Kinheim        | 6 - 1   | ADO                     |
|                   | DOOR Neptunus           | 2 - 11  | Konica Minolta Pioniers |
| 10 september 2006 | ADO                     | 1 - 3   | Corendon Kinheim        |
|                   | Konica Minolta Pioniers | 2 - 1   | DOOR Neptunus           |
| 12 september 2006 | Corendon Kinheim        | 5 - 4   | ADO                     |
|                   | DOOR Neptunus           | 5 - 2   | Konica Minolta Pioniers |
| 16 september 2006 | Konica Minolta Pioniers | 4 - 1   | DOOR Neptunus           |

## Standen
| Thuis              | Stand | Uit                       |
| ------------------ | ----- | ------------------------- |
| Corendon Kinheim + | 3 - 0 | ADO                       |
| DOOR Neptunus      | 1 - 3 | Konica Minolta Pioniers + |

+ = naar de Holland Series 2006